# Carmelo Mifsud Bonniċi (Politiker, 1960)
Carmelo „Carm“ Mifsud Bonnici (* 17. Februar 1960 in Floriana) ist ein maltesischer Politiker der Nationalist Party und Minister.

## Leben
Carm Mifsud Bonnici ist der Sohn des langjährigen Abgeordneten, späteren Ministers und früheren Präsidenten Maltas, Ugo Mifsud Bonniċi, Enkel des ehemaligen Abgeordneten Carmelo Mifsud Bonnici sowie Neffe von Giuseppe Mifsud Bonnici, einem ehemaligen Präsidenten des Obersten Gerichts Maltas (Chief Justice) und Richter am Europäischen Gerichtshof für Menschenrechte. Carm Mifsud Bonnici ist des Weiteren ein entfernter Verwandter (Cousin 2. Grades) des gleichnamigen ehemaligen Premierministers und Vorsitzendem der Partit Laburista, Carmelo Mifsud Bonniċi sowie des langjährigen PN-Abgeordneten und Parlamentarischen Staatssekretärs für Senioren, Antoine Mifsud Bonnici.
Nach der Schulausbildung am St. Aloysius’ College in Birkirkara sowie am De La Salle College Cottonera absolvierte er ein Studium der Rechtswissenschaften an der University of Malta, das er 1984 mit der Promotion zum Doktor der Rechtswissenschaften (LLD) abschloss. Während seines Studiums war er zeitweise Präsident des Studentenverbandes MKSU (Kunsill Studenti Universitarji). Bereits während seines Studiums nahm er darüber hinaus verschiedene Ämter im Jugendbund der Nationalist Party, dem Moviment Zgħazagħ Partit Nazzjonalista (MZPN) wahr. Anschließend war er zunächst als Rechtsanwalt in den Bereichen Strafrecht, Zivilrecht und Handelsrecht tätig. Danach wurde er als Senior Lecturer Dozent für Römisches Recht an der University of Malta.
Bei der Wahl im September 1998 wurde er dann erstmals zum Abgeordneten des Repräsentantenhauses gewählt, wo er den Wahlkreis 2 vertrat. Bereits während seiner ersten Wahlperiode war er Vorsitzender von Ausschüssen sowie Mitglied einer Reihe anderer Ausschüsse wie dem für Recht. Bei den Parlamentswahlen 2003 sowie 2008 wurde er jeweils als Abgeordneter wiedergewählt. Zwischen Oktober 2001 und März 2003 war Dr. Mifsud Bonnici Mitglied der Maltesischen Behörde für Umwelt und Planung (MEPA).
Im April 2003 wurde er von Premierminister Edward Fenech Adami zum Parlamentarischen Staatssekretär im Ministerium für Justiz und Inneres ernannt und war damit engster Mitarbeiter von Minister Tonio Borg. Das Amt des Parlamentarischen Staatssekretärs behielt er auch nach dem Amtsantritt von Fenech Adamis Nachfolger als Premierminister, Lawrence Gonzi, im März 2004.
Nach dem Sieg der Partit Nazzjonalista bei den Parlamentswahlen in Malta 2008 wurde er von Premierminister Gonzi im Rahmen einer umfangreichen Kabinettsumbildung zum Nachfolger von Tonio Borg als Justiz- und Innenminister ernannt. Borg selbst übernahm das Amt des Außenministers. Wie bereits in dem vergangenen Jahr fiel in die Zuständigkeit als Innenminister die Lösung der Flüchtlingsproblematik.

## Veröffentlichungen
- Zewg Minuti Flimkien (1998)
- Il-Princiji hemm jibqu (2003)
- Sens u Sustanza (2008)